# Iran Khodro

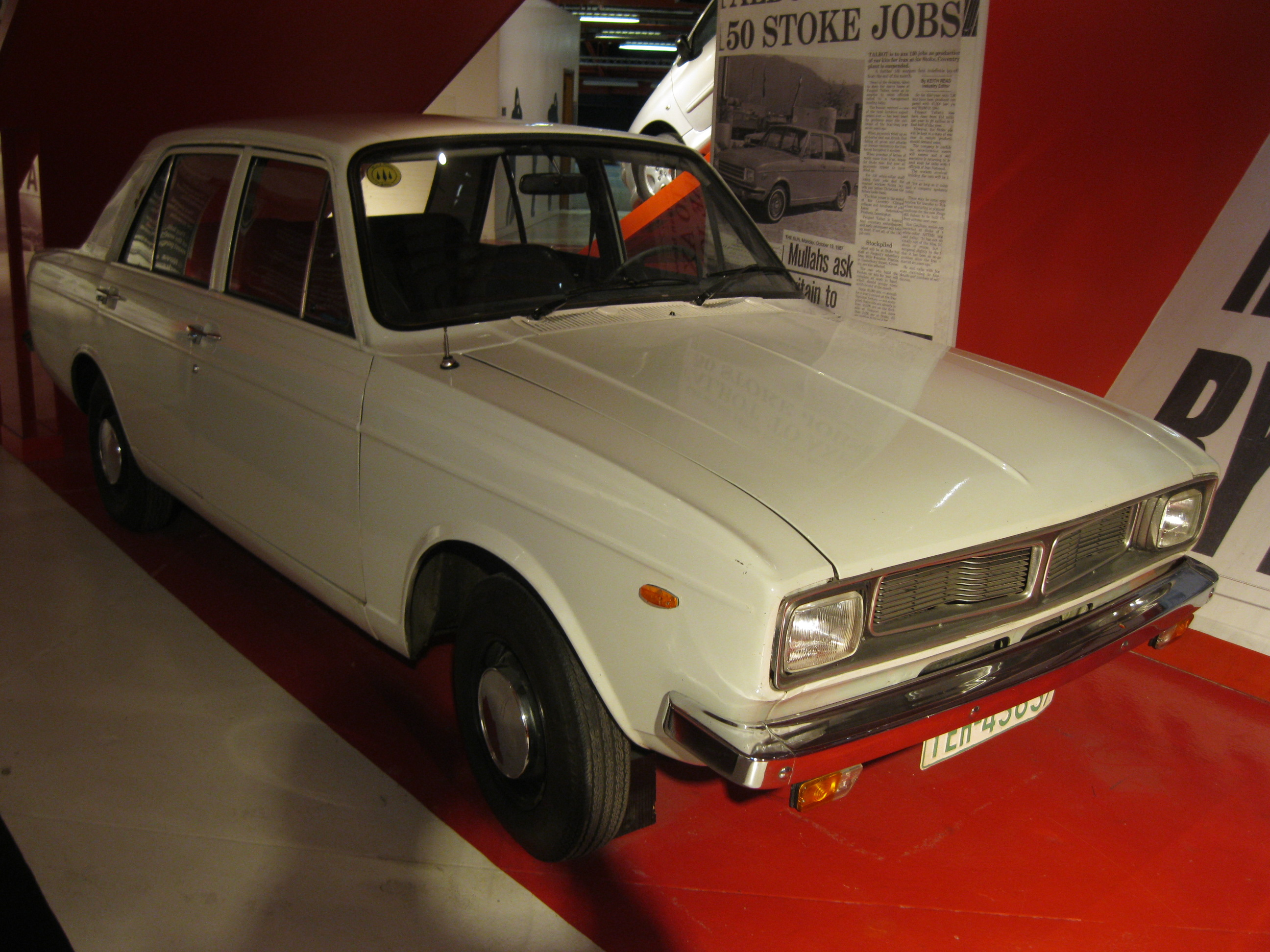
Paykan (Hillman Hunter)

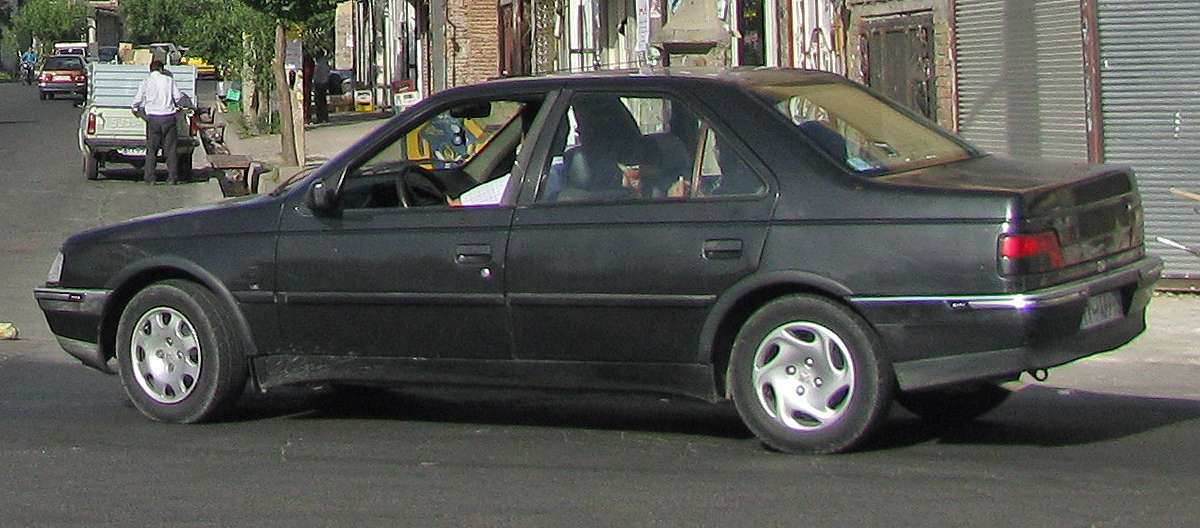
Iraanse Peugeot 405

Iran Khodro (Iran Khodro Industrial Group) is een industrieel concern uit Iran dat onder andere auto's produceert van de merken Samand en Peugeot en vrachtwagens van Mercedes-Benz.

## Geschiedenis
Het bedrijf werd in augustus 1962 opgericht door de broers Ali Akbar en Mahmoud Khayami. Zij noemden hun bedrijf Iran National Factories. Het bedrijf probeerde eerst zonder succes FIAT's te bouwen. Daarna verkreeg het een licentie voor de productie van de Hillman Hunter.
In 1967 kwam de daarvan afgeleide Paykan in productie. Er werden zo'n 6000 exemplaren per jaar gebouwd. De Rootes Groep, waartoe Hillman behoorde, werd eind jaren 1960 overgenomen door Chrysler en eind jaren 1970 opnieuw door Peugeot. De Paykan was op dat moment aan vervanging toe, maar daar stak de Iraanse Revolutie een stokje voor. Het noodzakelijke buitenlandse kapitaal voor een nieuw model was nu onbereikbaar. De Paykan bleef aldus in productie tot 2005. De pick-up-versie wordt nog steeds geproduceerd. Na de revolutie kreeg het bedrijf de nieuwe naam Iran Khodro. Khodro is het Perzische woord voor automobiel.

### Samenwerking met Peugeot
Op 30 november 1990 begon Iran Khodro de Peugeot 405 in licentie te bouwen. In 1997 ging de daarop gebaseerde Peugeot RD in productie. In februari 1999 volgde de Peugeot Pars.
In april 2001 begon Iran Khodro ook de Peugeot 206 in licentie te bouwen aan 120.000 eenheden per jaar. 65% Van de onderdelen zijn van Iraanse makelij. Ook heden wordt de 206 nog volop geproduceerd; Iran Khodro / Peugeot S.A. publiceerde het aantal van 176.000 eenheden over heel 2017. In 1996 werd besloten om de oude Paykan 1600 te herontwerpen. De Samand was daarvan het resultaat. Het nieuwe model, dat met de hulp van Peugeot was ontworpen, ging eind 2001 in productie. Initieel werden 5000 stuks per jaar gebouwd met de bedoeling er binnen de vijf jaar 200.000 per jaar te bouwen. Iran Khodro ging ook een joint venture aan met DaimlerChrysler voor de productie van Mercedes-Benz-motoren.
Intussen is Iran Khodro de grootste autobouwer van het Midden-Oosten en Afrika geworden. De jaarproductie van auto's, vrachtwagens en bussen ligt rond het miljoen stuks. Op wereldschaal is het bedrijf daarmee de twintigste grootste. Iran Khodro wil haar producten wereldwijd exporteren. De Peugeot 206 zal worden geëxporteerd naar dertig landen en verder wordt gekeken naar markten als China, India, Venezuela en Wit-Rusland.
Op 7 oktober 2008 wordt bekend dat Iran Khodro een auto speciaal voor vrouwen gaat produceren. Het voertuig heeft een automatische versnelling, een navigatiesysteem en een alarm dat afgaat wanneer een van de banden leeg is. Verder wordt de auto uitgerust met audiovisuele apparatuur voor het vermaken van kinderen die meerijden.
In 2010 produceerde het bedrijf zo’n 750.000 voertuigen.
Door de internationale economische sancties tegen Iran was de verkoop van voertuigen van Peugeot in Iran sterk gedaald. Voor de sancties effectief werden in 2012, werden zo’n 400.000 Peugeots op jaarbasis verkocht. Peugeot leverde de voertuigen in onderdelen die in Iran werden geassembleerd. Iran Khodro heeft tijdens de sancties de verkoop van de voertuigen gewoon doorgezet, door onderdelen elders te betrekken, maar heeft aan Peugeot geen vergoeding betaald. Peugeot S.A. is na het aflopen van de sancties met Iran Khodro verder gegaan in een joint venture en investeert in productiecapaciteit en nieuwe modellen. Iran Khodro introduceert in 2017 de Peugeot 508. Inmiddels is Iran Khodro met de productie van de Peugeot 2008 begonnen, in 2018 gevolgd door de Peugeot 301 en de Peugeot 208. Vanuit Iran worden voertuigen geëxporteerd naar landen in de regio. De relatie tussen Iran Khodro en Peugeot is inmiddels volledig hersteld. Doordat de VS uit de Iran-deal is gestapt in mei 2018 en daarmee economische sancties tegen Iran heeft opgelegd, besloot PSA zich terug te trekken uit het land. Iran Khodro gaat heden verder met het produceren van auto's.